# Толе войвода
Толе войвода е български хайдутин от XVI век. Действа около 1573 година в Битолско и Прилепско с чета съставена от хайдути от селата Пуста река, Арилево и Белушино. Споменат е в султанска заповед от 1578 година.